# Takeaki Matsumoto

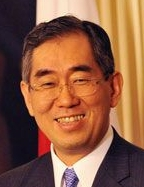
Takeaki Matsumoto

Takeaki Matsumoto (jap. 松本 剛明 Matsumoto Takeaki; * 25. April 1959 in der Präfektur Tokio) ist ein japanischer Politiker, Abgeordneter im Shūgiin, dem Unterhaus des japanischen Parlaments, für den 11. Wahlkreis Hyōgo, ehemaliger Minister für Allgemeine Angelegenheiten (englisch „Innere Angelegenheiten und Kommunikation“) und Außenminister. Er ist derzeit LDP-Mitglied und gehört darin seit 2017 zur Asō-Faktion.
Matsumoto, ältester Sohn des Abgeordneten und Verteidigungsministers Jūrō Matsumoto und Absolvent der Universität Tokio, arbeitete nach seinem Studium für die Nippon Kōgyō Ginkō und als Sekretär seines Vaters. Nach einer erfolglosen Kandidatur als Parteiloser 1996 zog er erstmals im Jahr 2000 für die Demokratische Partei ins Shūgiin ein und wurde seither fünfmal wiedergewählt, 2005 nur über den Verhältniswahlblock Kinki. Im Shūgiin gehörte er unter anderem dem Finanzausschuss und dem „Sonderausschuss zum Umgang mit bewaffneten Angriffen“ (武力攻撃事態等への対処に関する特別委員会, Irak-Ausschuss) an. Von 2009 bis 2010 war er Vorsitzender des Geschäftsordnungsausschusses des Shūgiin (衆議院議院運営委員会). In der Demokratischen Partei war er von 2005 bis 2007 Vorsitzender des politischen Forschungsrates. Im September 2010 wurde er nach einer Kabinettsumbildung zum „Vizeminister“ im Außenministerium berufen. Im März 2011 wurde er zum Außenminister ins Kabinett Kan berufen, nachdem sein Vorgänger Seiji Maehara wegen einer Spendenaffäre zurückgetreten war, und blieb bis September 2011 im Amt.
Im Herbst 2015, als sich in Opposition zur Sicherheitsgesetzgebung der Regierung Abe eine Zusammenarbeit der Demokratischen Partei mit der Kommunistischen Partei Japans abzeichnete, verließ Matsumoto die Partei. Ein Jahr später schloss er sich ebenso wie Takako Suzuki der LDP-Fraktion an. Kurz vor der Shūgiin-Wahl 2017 trat Matsumoto ganz der LDP bei und wurde in Hyōgo 11 mit 65,3 % der Stimmen wiedergewählt. Von 2019 bis 2020 war er Vorsitzender des Shūgiin-Außenausschusses. 2021 und 2024 wurde er wiedergewählt. Am 21. November 2021 ersetzte er den zurückgetretenen Minoru Terada als Minister für Innere Angelegenheiten und Kommunikation im Kabinett Kishida II. Er blieb bis zur Kabinettsumbildung im September 2023 im Amt. Bereits im Dezember 2023 kehrte er auf die Position zurück, um den skandalbedingt zurückgetretenen Junji Suzuki (Abe-Faktion) zu ersetzen, und blieb bis zum Ende von Kishidas Amtszeit im Oktober 2024 im Amt.

## Familie
Matsumotos Ururgroßvater war der erste Premierminister Japans Fürst Hirobumi Itō, sein Urgroßvater Genshirō Nishi Gesandter in Rumänien, sein Großvater Keinosuke Fujii Gesandter in der Tschechoslowakei, drei seiner Onkel waren Botschafter, sein Cousin Ichirō Fujisaki ist seit 2008 Botschafter in den Vereinigten Staaten. Der Vater der ersten Ehefrau seines Vaters war Kiichirō Satō, Leiter der Mitsui Ginkō sowie Präsident des Go-Verbandes Nihon Ki-in.